# Davis-Cup-Mannschaft der Amerikanischen Jungferninseln
Die Davis-Cup-Mannschaft der Amerikanischen Jungferninseln ist die Tennisnationalmannschaft der Amerikanischen Jungferninseln.

## Geschichte
1998 nahmen die Amerikanischen Jungferninseln erstmals am Davis Cup teil. Dabei kam die Mannschaft aber nie über die Amerika-Gruppenzone III hinaus, ihr bestes Resultat war der 7. Platz in der Saison 2004. Bester Spieler ist Terrance Eugene Highfield mit 20 Siegen bei insgesamt 39 Teilnahmen. Er ist damit gleichzeitig Rekordspieler seines Landes.